# ヴィッラ・デル・ボスコ
ヴィッラ・デル・ボスコ（伊: Villa del Bosco）は、イタリア共和国ピエモンテ州ビエッラ県にある、人口約400人の基礎自治体（コムーネ）。

## 地理

### 位置・広がり
| 隣接するコムーネは以下の通り。 - クリーノ - ロッツォロ (VC) - ロアージオ (VC) - ソステーニョ |